# Plekter
Et plekter er et lille stykke tilbehør, som bruges til at spille på strengeinstrumenter som mandolin, banjo, ukulele, bouzouki, balalajka, guitar m.m. Et plekter består gerne af et lille stykke plastik, man kan anslå strengene med, frem for at bruge fingrene. Plekteret har bl.a. den fordel på guitaren, at lyden bliver klarere og mere kraftig, men det kræver også mere præcision at bruge ved f.eks. fingerspil, og kan ikke anvendes ved vekselspil.
Plektre kan fås i mange forskellige tykkelser, de fleste er dog fra 0,5 millimeter til 1,5 millimeter. Jo tyndere plekteret er, jo nemmere er det at bøje og dermed at spille med. Jo tykkere plekter jo højere lydstyrke (intensitet) kan man spille med.